# 大阪大学ベンチャーキャピタル
大阪大学ベンチャーキャピタル株式会社（おおさかだいがくベンチャーキャピタル）は、大阪府吹田市に所在する大阪大学が設立したベンチャーキャピタルである。

## 概要
2014年の産業競争力強化法の施行により可能になった国立大学のベンチャーキャピタルとして初めて2014年9月1日に特定研究成果活用支援事業計画が認定され、12月に設立された。2015年に1号ファンド、2021年に2号ファンドを設立した。
投資先の約6割が医療系である。
2018年2月には、投資先のジェイテックコーポレーションが、国立大学のベンチャーキャピタルの投資先として初の上場を果たした。

## 沿革
- 2014年（平成26年）12月22日 - 設立
- 2015年（平成27年）7月31日 - OUVC1号投資事業有限責任組合を設立[6]
- 2021年（令和3年）1月1日 - OUVC2号投資事業有限責任組合を設立[7]

## ファンド・投資実績

### ファンド概要
大阪大学ベンチャーキャピタル株式会社が無限責任組合員を務める。
OUVC1号投資事業有限責任組合（OUVC1号ファンド）
- 設立日 - 2015年（平成27年）7月31日
- 契約期間 - 10年（最長5年の延長可）
- ファンド規模 - 125億1,000万円
- 有限責任組合員 - 国立大学法人大阪大学、金融機関等8社

OUVC2号投資事業有限責任組合（OUVC2号ファンド）
- 設立日 - 2021年（令和3年）1月1日
- 契約期間 - 12年（最長3年の延長可）
- ファンド規模 - 106億5,000万円
- 有限責任組合員 - 国立大学法人大阪大学、金融機関・事業会社等14社

### 主な投資実績[8]
- マイクロ波化学 - 2015年9月投資、2022年6月上場
- ジェイテックコーポレーション - 2015年12月投資、2018年2月上場
- ファンペップ - 2016年3月投資、2020年12月上場
- クリングルファーマ - 2020年4月投資、2020年12月上場
- セレイドセラピューティクス株式会社 - 2024年1月投資
- MyImmune Corporation  - 2024年10月投資
- レグセル株式会社 - 2022年4月投資 , 2023年12月投資